# Prionanthium pholiuroides
Prionanthium pholiuroides är en gräsart som beskrevs av Otto Stapf. Prionanthium pholiuroides ingår i släktet Prionanthium och familjen gräs. Inga underarter finns listade i Catalogue of Life.